# Szécsi Bence
Szécsi Bence (Debrecen, 1999. április 8. –) magyar színész.

## Életpályája
2018-ban érettségizett a helyi Ady Endre Gimnáziumban. 2018-2023 között a Színház- és Filmművészeti Egyetem színész szakán tanult.

## Színházi szerepei

### Centrál Színház
- A kripli (2025) ...Billy
- Az ügynök halála (2024) ...Happy
- Függöny fel! (2023) ...Garry Roger Lillicap
- magyartenger (2022) ...Gábor[4]

### Egyéb
- Rettegés és ínség a harmadik birodalomba (FreeSZFE, 2024)
- Sirály (Freeszfe, 2023) ...Konsztantyin Gavrilovics Trepljov
- Lear király (Katona József Színház, 2021) ...Francia trónörökös
- A Pál utcai fúik (Weöres Sándor Színház, 2020) ...Fiatalabb Pásztor[5]
- Az ajtó (Csokonai Színház, 2016) ...Józsi
- Légy jó mindhalálig (Csokonai Színház, 2013) ...Doroghy Sanyi

## Filmes és televíziós szerepei
- A renitens (2025) ...Tibi
- A Király (2022) ...Interpop porondmester
- A Nagy Fehér Főnök (2022) ...Fiú
- Az énekesnő (2022) ...Porkoláb Béla joghallgató